# Никола Самарџић
Никола Самарџић (1961) српски је историчар, универзитетски професор и политички активиста.

## Биографија
Рођен је као син историчара и академика Радована Самарџића. Дипломирао је историју на Филозофском факултету Универзитета у Београду 1985. године. Ту је магистрирао 1989. године на тему: "Француска и Османско царство 1687-1691" и наредне године добио запослење као асистент-приправник. У звање асистента на ужој научној области Општа историја средњег века, изабран је 1992. године.
Одбранио је докторску дисертацију Источна политика Карла V 1995. године, па је изабран за доцента на Филозофском факултету Универзитета у Београду. Боравио је 2003. године на усавршавању на Међународном институту за америчке студије при Универзитету Њујорк. Изабран је у звање ванредног професора 2003, а у звање редовног професора 2009. године.
Члан је Управног одбора Института за јавну политику.
Јуна 2020. године, Самарџић је на Твитеру, где је врло активан, лајковао твит у којем се тврди да је логор Јасеновац заправо последица владавине Карађорђевића:
Србија је у глибу митоманије свињокрадице и коњокрадице Карађорђевића. Они су трудној жени одсекли сисе, измислили Косовски бој, створили СПЦ, измислили Светог Саву и остале глупости, направили ршум у Цг и Косову, Јасеновац је одговор на њихову владавину, нема већих злотвора.

## Политичка делатност
Од 1995. до 2004. године је био члан Демократске странке. Заједно са Чедомиром Јовановићем је 2005. године учествовао у оснивању Либерално-демократске партије.
На локалним изборима 2008. године, био је носилац изборне листе Либерално-демократске партије у Градској општини Врачар, која је тада освојила 13,5% гласова. Исте године је напустио странку.
Тренутно води невладину организацију "Глас — The Voice!".

### Ставови
Као асистент на Филозофском факултету Универзитета у Београду, Самарџић је писао за часопис Погледи из Крагујевца, који се афирмирао као први антикомунистички лист у СФРЈ.
У време распада СФРЈ, Самарџић је у Погледима од 14. јуна 1991. године објавио текст о прерасподели територија које мора уследити:
По етничком праву, у српску државу морале би улазити све оне територије које насељавају Срби. У случају друге, комунистичке Југославије, то су, осим Србије, Црна Гора, Источна Херцеговина, велики део Босне, делови Македоније, Барања и некадашњи гранични појас у Славонији, Хрватској и Далмацији... Увек се заборавља правим речима објаснити да је на просторима Старе Србије, на Косову, Метохији, и у околним областима данашње Србије, Македоније, Црне Горе и Албаније, у последња три столећа, извршен геноцид Албанаца и Арбанаса над Србима. Стога Срби Косово и Метохију могу сматрати искључиво као област под страном и непријатељском окупацијом, где је извршен погром српског становништва, протеривање, преверавање, однародњавање, и уништење сакралних споменика највише уметничке вредности...— Никола Самарџић
Самарџић је један од потписника "Апела 88", којим се Србија оптужује за „подривање Црне Горе”, а уједињење Црне Горе са Краљевином Србијом из 1918. године се назива "српска окупација".
Он сматра да је Турска претња региону као и да је Кина је највећа појединачна претња светском миру и европском јединству.

## Дела
- Француска и Турска 1687-1691. Београд, Историјски институт САНУ, 1992;[7]
- Karlo V. Beograd, 2001 (2005, II izd);
- Istorija Španije, Beograd: Plato, 2003 (2005, II izd);
- Drugi dvadeseti vek, Beograd : Službeni glasnik, 2008.
- Identitet Španije, Beograd: Admiral Books, 2014.
- Kulturna istorija Beograda. XVIII vek, (Nikola Samardžić, Radovan Samardžić, Mirjana Roter Blagojević), Beograd : HesperiaEdu, 2014.
- Pisma iz Carigrada 1688-1698 (Marija Kocić, Nikola Samardžić), Beograd, 2017.
- Limes i komentari: Istorijska margina i poreklo posebnosti Jugoistočne Evrope, Beograd: HeraEdu, 2017.[8]
- Drugi hladni rat, Beograd, Laguna, 2022.[9]